# Rameau profond du nerf plantaire latéral
 (février 2023).

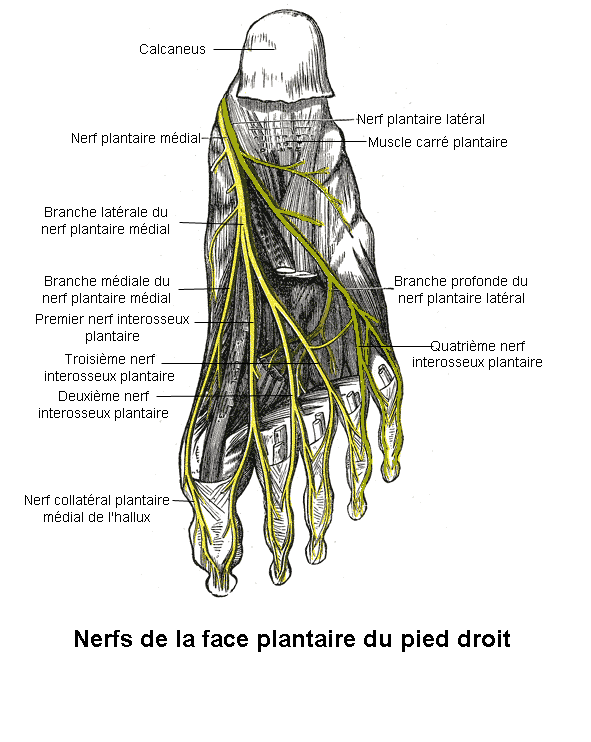
Schéma anatomique des nerfs plantaires montrant le rameau profond (ou branche profonde) du nerf plantaire latéral.

Le rameau profond du nerf plantaire latéral est un nerf moteur du pied.

## Origine
Le rameau profond du nerf plantaire latéral est une branche terminale motrice du nerf plantaire latéral.

## Trajet
Le rameau profond du nerf plantaire latéral accompagne l'artère plantaire latérale sur la surface profonde des tendons des muscles fléchisseurs des orteils et du muscle adducteur de l'hallux.

## Zone d'innervation
Le rameau profond du nerf plantaire latéral innerve tous les muscles interosseux du pied sauf ceux du quatrième espace métatarsien. Il innerve également les second, troisième et quatrième muscles lombricaux du pied.